# 吉田稔美
吉田 稔美（よしだ としみ、女性、1961年 - ）は、日本のイラストレーター、絵本作家。
兵庫県西脇市出身。大阪芸術大学芸術学部デザイン学科卒業。1999年、イタリア・ボローニャ国際絵本原画展入選。2000年、「ボローニャ2000 ブルーノ・ムナーリに捧げられたミレニアム展」入選。『ピープ・ショーの部屋』で月光荘ムーンライト賞受賞。

## 作品など
- 『ネバーガールズ』（架空社）
- 『ルネサンス踊り絵本』（架空社）
- 『金の輪』（架空社）
- 『つづきのねこ』（講談社）
- 『うずまき貝のロケット』（ひくまの出版）
- 『麦藁の絵本』（農文協）
- 『ルネサンス踊り絵本』
- 『INKOGNITO CARD』
- 『男の子なら』
- 『Never Girls』